# پایگاه نیروی هوایی مک‌گوار
پایگاه نیروی هوایی مک‌گوار (به انگلیسی: JB MDL McGuire) یک فرودگاه است . این فرودگاه در شهر ترنتون کشور ایالات متحده آمریکا قرار دارد .